# Tour d'Espagne 2018
Le Tour d'Espagne 2018 (en espagnol : Vuelta a España 2018) est la 73e édition de cette course cycliste masculine sur route. Le départ est donné le 25 août à Malaga, et l'arrivée a lieu le 16 septembre à Madrid. Il s'agit du troisième et dernier grand tour de la saison et de la 31e épreuve de l’UCI World Tour 2018.
La course est remportée par le Britannique Simon Yates. Il s'agit de sa première victoire sur un grand tour et également de la première victoire sur une course de trois semaines pour son équipe australienne Mitchelton-Scott. C'est aussi la deuxième Vuelta consécutive et le cinquième grand tour consécutif remporté par un coureur britannique (qui deviendra le dixième tour remporté par un Britannique après le déclassement de Juan José Cobo de la Vuelta 2011 au profit de Chris Froome). C'est la première fois que les trois grands tours sont gagnés par trois coureurs différents du même pays, après les victoires de Christopher Froome au Tour d'Italie et de Geraint Thomas sur le Tour de France.
Yates remporte également le classement du combiné. Le podium est complété par le cycliste espagnol Enric Mas (Quick-Step Floors) qui à 23 ans termine meilleur jeune de l'épreuve et obtient son premier podium dans un grand tour. Sur la troisième marche figure le cycliste colombien Miguel Ángel López (Astana), déjà troisième du Tour d'Italie 2018. Avec 24,8 ans de moyenne d'âge, il s'agit du podium le plus jeune sur la Vuelta depuis 1936, et le plus jeune sur un grand tour depuis le Tour de France 1965.

## Présentation

### Parcours
La course se déroule sur trois semaines entre Malaga et à Madrid. Le parcours est révélé le 13 janvier 2018 à Estepona, dans la province de Malaga, en Andalousie. Le départ est donné le 25 août à Malaga, et l'arrivée a lieu le 16 septembre à Madrid. Ce départ est relativement tardif afin de ne pas empiéter sur la Feria de Malaga (es) qui a lieu le week-end précédent. Le parcours comprend neuf arrivées en côte, marque de fabrique du Tour d'Espagne depuis plusieurs années, et 40 kilomètres de contre-la-montre. La plupart de ces difficultés ont lieu durant la dernière semaine, avec six arrivées en altitude en huit étapes et un contre-la-montre de 32 km.
Pour la première fois depuis 2009, le tour d'Espagne commence par un contre-la-montre individuel, sur une distance de 8 km à Malaga. Ce départ marque la trentième visite de la Vuelta dans cette ville. Les trois premières étapes, ainsi que le départ de la quatrième, se déroulent dans la province de Malaga. La première semaine comprend deux premières arrivées en côte, à Caminito del Rey et à Alfacar (3e et 4e étape). Après avoir longé la côte méditerranéenne jusqu'en province de Murcie, le parcours trace une diagonale le menant jusqu'à la frontière portugaise. La première véritable étape de montagne de cette Vuelta est la neuvième, arrivant à la station de ski de la Sierra de Béjar-La Covatilla, suivie de la première journée de repos. Le Tour d'Espagne entre dans sa « phase décisive » au treizième jour de course, avec trois étapes de montagne successives dans le nord du pays, à La Camperona, aux Praderas de Nava (es), et aux lacs de Covadonga.
Après une journée de repos, les coureurs disputent le seul contre-la-montre long de cette Vuelta, long de 32 km entre Santillana del Mar et Torrelavega. S'ensuivent trois arrivées en altitude en quatre jours, au mont Oiz, au Pays basque (17e étape) puis à La Rabassa, en Andorre (19e étape). À la veille de l'arrivée à Madrid, le peloton affronte une étape de montagne comprenant six côtes, dont l'ascension finale de la Collada de la Gallina, reputée la plus difficile d'Andorre. Enfin, la dernière étape est le circuit habituel dans les rues de Madrid.
Au total, ce parcours a une distance de 3 254,7 kilomètres et comprend vingt-et-une étapes : six étapes de plaine et deux « étapes de plaine avec une arrivée au sommet », six étapes de moyenne-montagne, cinq étapes de montagne et deux contre-la-montre individuels (soit 40,7 kilomètres contre-la-montre).

### Équipes
Le Tour d'Espagne figurant au calendrier de l'UCI World Tour, les dix-huit « World Teams » y participent. Quatre équipes continentales professionnelles ont reçu leur invitation en avril 2018 : les trois équipes espagnoles évoluant à ce niveau, Burgos BH, Caja Rural-Seguros RGA et Euskadi Basque Country-Murias, et l'équipe français Cofidis. Cette dernière, dont le sponsor principal est également sponsor du Tour d'Espagne, est présente chaque année depuis sa création en 1997. Caja Rural-Seguros RGA enregistre sa septième invitation consécutive. En revanche, pour les équipes Burgos BH et Euskadi Basque Country-Murias, il s'agit d'une première participation, toutes deux étant passées cette année d'équipes continentales à continentales professionnelles. Les organisateurs de la Vuelta ont ainsi souhaité donner leur chance à des équipes locales. Ils ont écarté les candidatures de l'équipe irlandaise Aqua Blue Sport, présente et lauréate d'étape en 2017, l'équipe colombien Manzana Postobón, également présente en 2017, et l'équipe française Fortuneo-Samsic.
| WorldTeams (18)- AG2R La Mondiale - Astana - Bahrain-Merida - BMC Racing Team - Bora-Hansgrohe - Dimension Data - EF Education First-Drapac p/b Cannondale - Groupama-FDJ - Katusha-Alpecin - Lotto NL-Jumbo - Lotto Soudal - Mitchelton-Scott - Movistar Team - Quick-Step Floors - Sky - Team Sunweb - Trek-Segafredo - UAE Team Emirates Équipes continentales professionnelles (4)- Burgos-BH - Caja Rural-Seguros RGA - Cofidis, Solutions Crédits - Euskadi Basque Country-Murias |
| |

### Favoris

#### Favoris pour le classement général
Les principaux favoris sont des coureurs ayant participé au Tour de France mais ayant connu la chute : Nairo Quintana (vainqueur en 2016, six podiums dont deux victoires sur les grands tours), qui est accompagné d'Alejandro Valverde (vainqueur en 2009, huit podiums sur les grands tours) et de Richard Carapaz (quatrième du Giro). Seront présents également en raison de leur abandon sur le Tour : Rigoberto Uran (deuxième du Tour en 2017, deuxième du Giro en 2013 et 2014), Richie Porte, multiple vainqueur sur des courses d'une semaine, et Vincenzo Nibali (vainqueur en 2010, 2e en 2017, neuf podiums et quatre victoires sur les grands Tours). Ce dernier annonce ne pas viser le général en raison de sa chute, son équipe s'appuyant sur les frères Ion et Gorka Izagirre.
Plusieurs coureurs ayant participé au Tour d'Italie seront présents, notamment le troisième de l'épreuve Miguel Ángel López, qui est accompagné de son coéquipier Peio Bilbao (6e), ainsi que trois malchanceux : Fabio Aru, vainqueur en 2015 et auteur de deux podiums au Giro (2014, 2015), accompagné de son coéquipier Daniel Martin, Simon Yates (sixième en 2016 et septième du Tour 2017), qui est accompagné de son frère jumeau Adam (quatrième du Tour de France 2016), et Thibaut Pinot (septième en 2013, troisième du Tour de France 2014 et quatrième du Giro 2017).
Seront également présent Ilnur Zakarin (troisième en 2017 et cinquième du Giro 2017) et Bauke Mollema (quatrième en 2011). N'ayant pu participer au Tour à la suite d'une chute, Wilco Kelderman, quatrième en 2017, est présent. L'équipe Lotto NL-Jumbo aligne deux leaders avec Steven Kruijswijk (4e du Giro 2016) et George Bennett (8e du dernier Giro).
En l'absence des deux derniers vainqueurs du Tour, Geraint Thomas et Christopher Froome, l'équipe Sky présente comme leader Michał Kwiatkowski, récent vainqueur du Tour de Pologne. Il est accompagné notamment de David de la Cruz (7e en 2016) et Sergio Henao.
Rafał Majka, troisième en 2015, est présent, avec comme leader désigné son coéquipier Emanuel Buchmann.

#### Sprinteurs
Du côté des sprinteurs, Peter Sagan, sextuple vainqueur du maillot vert sur le Tour de France, fait figure de grand favoris sur les étapes de plat mais également sur les étapes légèrement vallonnées. Il a pour principal concurrent Elia Viviani, vainqueur du classement par point du Giro.
On note également la présence de Nacer Bouhanni, Max Walscheid et Fabio Felline, vainqueur du classement par points en 2016.

## Étapes
| Étape     | Date      | Villes étapes                                       |                             | Distance (km) | Vainqueur d’étape    | Leader du classement général |
| --------- | --------- | --------------------------------------------------- | --------------------------- | ------------- | -------------------- | ---------------------------- |
| 1re étape | 25-août   | Malaga – Malaga                                     | Contre-la-montre individuel | 8             | Rohan Dennis         | Rohan Dennis                 |
| 2e étape  | 26-août   | Marbella – Caminito del Rey                         | Étape de plaine             | 163,5         | Alejandro Valverde   | Michał Kwiatkowski           |
| 3e étape  | 27-août   | Mijas – Alhaurín de la Torre                        | Étape de moyenne montagne   | 178,2         | Elia Viviani         | Michał Kwiatkowski           |
| 4e étape  | 28-août   | Vélez-Málaga – Alfacar                              | Étape de moyenne montagne   | 161,4         | Benjamin King        | Michał Kwiatkowski           |
| 5e étape  | 29-août   | Grenade – Roquetas de Mar                           | Étape de moyenne montagne   | 188,7         | Simon Clarke         | Rudy Molard                  |
| 6e étape  | 30-août   | Huércal-Overa – San Javier                          | Étape de plaine             | 155,7         | Nacer Bouhanni       | Rudy Molard                  |
| 7e étape  | 31-août   | Puerto Lumbreras – Pozo Alcón                       | Étape de plaine             | 185,7         | Tony Gallopin        | Rudy Molard                  |
| 8e étape  | 1er sept. | Linares – Almadén                                   | Étape de plaine             | 195,1         | Alejandro Valverde   | Rudy Molard                  |
| 9e étape  | 2 sept.   | Talavera de la Reina – Sierra de Béjar-La Covatilla | Étape de montagne           | 200,8         | Benjamin King        | Simon Yates                  |
| 10e étape | 4 sept.   | Salamanque – Fermoselle                             | Étape de plaine             | 177           | Elia Viviani         | Simon Yates                  |
| 11e étape | 5 sept.   | Mombuey – Ribeira Sacra                             | Étape de moyenne montagne   | 207,8         | Alessandro De Marchi | Simon Yates                  |
| 12e étape | 6 sept.   | Mondoñedo – Cap de la Estaca de Bares               | Étape de moyenne montagne   | 181,1         | Alexandre Geniez     | Jesús Herrada                |
| 13e étape | 7 sept.   | Candás – La Camperona                               | Étape de montagne           | 174,8         | Óscar Rodríguez      | Jesús Herrada                |
| 14e étape | 8 sept.   | Cistierna – Les Praeres de Nava                     | Étape de montagne           | 171           | Simon Yates          | Simon Yates                  |
| 15e étape | 9 sept.   | Ribera de Arriba – Lacs de Covadonga                | Étape de montagne           | 178,2         | Thibaut Pinot        | Simon Yates                  |
| 16e étape | 11 sept.  | Santillana del Mar – Torrelavega                    | Contre-la-montre individuel | 32            | Rohan Dennis         | Simon Yates                  |
| 17e étape | 12 sept.  | Getxo – Oiz - Balcón de Bizkaia                     | Étape de moyenne montagne   | 157           | Michael Woods        | Simon Yates                  |
| 18e étape | 13 sept.  | Ejea de los Caballeros – Lérida                     | Étape de plaine             | 186,1         | Jelle Wallays        | Simon Yates                  |
| 19e étape | 14 sept.  | Lérida – Andorre                                    | Étape de moyenne montagne   | 154,4         | Thibaut Pinot        | Simon Yates                  |
| 20e étape | 15 sept.  | Escaldes-Engordany – Collada de la Gallina          | Étape de montagne           | 97,3          | Enric Mas            | Simon Yates                  |
| 21e étape | 16 sept.  | Alcorcón – Madrid                                   | Étape de plaine             | 100,9         | Elia Viviani         | Simon Yates                  |

## Classements finals

### Classement général final
| \| Classement général \| Classement général \| Classement général \| Classement général \| Classement général \| \| Coureur \| Coureur \| Pays \| Équipe \| Temps \| \| ------------------ \| ------------------ \| ------------------ \| ------------------------- \| ------------------ \| \| 1er \| Simon Yates \| Royaume-Uni \| Mitchelton-Scott \| 82 h 05 min 58 s \| \| 2e \| Enric Mas \| Espagne \| Quick-Step Floors \| + 1 min 46 s \| \| 3e \| Miguel Ángel López \| Colombie \| Astana \| + 2 min 04 s \| \| 4e \| Steven Kruijswijk \| Pays-Bas \| LottoNL-Jumbo \| + 2 min 54 s \| \| 5e \| Alejandro Valverde \| Espagne \| Movistar Team \| + 4 min 28 s \| \| 6e \| Thibaut Pinot \| France \| Groupama-FDJ \| + 5 min 57 s \| \| 7e \| Rigoberto Urán \| Colombie \| EF Education First-Drapac \| + 6 min 07 s \| \| 8e \| Nairo Quintana \| Colombie \| Movistar Team \| + 6 min 51 s \| \| 9e \| Ion Izagirre \| Espagne \| Bahrain-Merida \| + 11 min 09 s \| \| 10e \| Wilco Kelderman \| Pays-Bas \| Team Sunweb \| + 11 min 11 s \| \| 11e \| Tony Gallopin \| France \| AG2R La Mondiale \| + 12 min 10 s \| \| 12e \| Emanuel Buchmann \| Allemagne \| Bora-Hansgrohe \| + 14 min 06 s \| \| 13e \| Rafał Majka \| Pologne \| Bora-Hansgrohe \| + 17 min 57 s \| \| 14e \| Rudy Molard \| France \| Groupama-FDJ \| + 25 min 40 s \| \| 15e \| David de la Cruz \| Espagne \| Team Sky \| + 28 min 02 s \| \| 16e \| Gianluca Brambilla \| Italie \| Trek-Segafredo \| + 30 min 00 s \| \| 17e \| Mikel Bizkarra \| Espagne \| Euskadi-Murias \| + 35 min 46 s \| \| 18e \| Richard Carapaz \| Équateur \| Movistar Team \| + 39 min 53 s \| \| 19e \| Jack Haig \| Australie \| Mitchelton-Scott \| + 45 min 32 s \| \| 20e \| Ilnur Zakarin \| Russie \| Katusha-Alpecin \| + 51 min 36 s \| |                    |             |                           |                  |
| |                    |             |                           |                  |
| Source : ProCyclingStats |                    |             |                           |                  |
| Classement général |                    |             |                           |                  |
| Coureur | Coureur            | Pays        | Équipe                    | Temps            |
| 1er | Simon Yates        | Royaume-Uni | Mitchelton-Scott          | 82 h 05 min 58 s |
| 2e | Enric Mas          | Espagne     | Quick-Step Floors         | + 1 min 46 s     |
| 3e | Miguel Ángel López | Colombie    | Astana                    | + 2 min 04 s     |
| 4e | Steven Kruijswijk  | Pays-Bas    | LottoNL-Jumbo             | + 2 min 54 s     |
| 5e | Alejandro Valverde | Espagne     | Movistar Team             | + 4 min 28 s     |
| 6e | Thibaut Pinot      | France      | Groupama-FDJ              | + 5 min 57 s     |
| 7e | Rigoberto Urán     | Colombie    | EF Education First-Drapac | + 6 min 07 s     |
| 8e | Nairo Quintana     | Colombie    | Movistar Team             | + 6 min 51 s     |
| 9e | Ion Izagirre       | Espagne     | Bahrain-Merida            | + 11 min 09 s    |
| 10e | Wilco Kelderman    | Pays-Bas    | Team Sunweb               | + 11 min 11 s    |
| 11e | Tony Gallopin      | France      | AG2R La Mondiale          | + 12 min 10 s    |
| 12e | Emanuel Buchmann   | Allemagne   | Bora-Hansgrohe            | + 14 min 06 s    |
| 13e | Rafał Majka        | Pologne     | Bora-Hansgrohe            | + 17 min 57 s    |
| 14e | Rudy Molard        | France      | Groupama-FDJ              | + 25 min 40 s    |
| 15e | David de la Cruz   | Espagne     | Team Sky                  | + 28 min 02 s    |
| 16e | Gianluca Brambilla | Italie      | Trek-Segafredo            | + 30 min 00 s    |
| 17e | Mikel Bizkarra     | Espagne     | Euskadi-Murias            | + 35 min 46 s    |
| 18e | Richard Carapaz    | Équateur    | Movistar Team             | + 39 min 53 s    |
| 19e | Jack Haig          | Australie   | Mitchelton-Scott          | + 45 min 32 s    |
| 20e | Ilnur Zakarin      | Russie      | Katusha-Alpecin           | + 51 min 36 s    |

### Classements annexes finaux
| Classement par points | Classement par points | Classement par points | Classement par points | Classement par points |
| Coureur               | Coureur               | Pays                  | Équipe                | Points                |
| --------------------- | --------------------- | --------------------- | --------------------- | --------------------- |
| 1er                   | Alejandro Valverde    | Espagne               | Movistar Team         | 131 pts               |
| 2e                    | Peter Sagan           | Slovaquie             | Bora-Hansgrohe        | 119 pts               |
| 3e                    | Elia Viviani          | Italie                | Quick-Step Floors     | 105 pts               |
| 4e                    | Simon Yates           | Royaume-Uni           | Mitchelton-Scott      | 104 pts               |
| 5e                    | Miguel Ángel López    | Colombie              | Astana                | 103 pts               |
| 6e                    | Thibaut Pinot         | France                | Groupama-FDJ          | 95 pts                |
| 7e                    | Dylan Teuns           | Belgique              | BMC Racing Team       | 93 pts                |
| 8e                    | Steven Kruijswijk     | Pays-Bas              | LottoNL-Jumbo         | 80 pts                |
| 9e                    | Danny van Poppel      | Pays-Bas              | LottoNL-Jumbo         | 80 pts                |
| 10e                   | Giacomo Nizzolo       | Italie                | Trek-Segafredo        | 76 pts                |

| Classement par points | Classement par points | Classement par points | Classement par points | Classement par points |
| Coureur               | Coureur               | Pays                  | Équipe                | Points                |
| --------------------- | --------------------- | --------------------- | --------------------- | --------------------- |
| 1er                   | Alejandro Valverde    | Espagne               | Movistar Team         | 131 pts               |
| 2e                    | Peter Sagan           | Slovaquie             | Bora-Hansgrohe        | 119 pts               |
| 3e                    | Elia Viviani          | Italie                | Quick-Step Floors     | 105 pts               |
| 4e                    | Simon Yates           | Royaume-Uni           | Mitchelton-Scott      | 104 pts               |
| 5e                    | Miguel Ángel López    | Colombie              | Astana                | 103 pts               |
| 6e                    | Thibaut Pinot         | France                | Groupama-FDJ          | 95 pts                |
| 7e                    | Dylan Teuns           | Belgique              | BMC Racing Team       | 93 pts                |
| 8e                    | Steven Kruijswijk     | Pays-Bas              | LottoNL-Jumbo         | 80 pts                |
| 9e                    | Danny van Poppel      | Pays-Bas              | LottoNL-Jumbo         | 80 pts                |
| 10e                   | Giacomo Nizzolo       | Italie                | Trek-Segafredo        | 76 pts                |

| Classement de la montagne | Classement de la montagne | Classement de la montagne | Classement de la montagne  | Classement de la montagne |
| Coureur                   | Coureur                   | Pays                      | Équipe                     | Points                    |
| ------------------------- | ------------------------- | ------------------------- | -------------------------- | ------------------------- |
| 1er                       | Thomas De Gendt           | Belgique                  | Lotto-Soudal               | 95 pts                    |
| 2e                        | Bauke Mollema             | Pays-Bas                  | Trek-Segafredo             | 83 pts                    |
| 3e                        | Luis Ángel Maté           | Espagne                   | Cofidis, Solutions Crédits | 64 pts                    |
| 4e                        | Benjamin King             | États-Unis                | Dimension Data             | 56 pts                    |
| 5e                        | Miguel Ángel López        | Colombie                  | Astana                     | 45 pts                    |
| 6e                        | Simon Yates               | Royaume-Uni               | Mitchelton-Scott           | 38 pts                    |
| 7e                        | Thibaut Pinot             | France                    | Groupama-FDJ               | 36 pts                    |
| 8e                        | Pierre Rolland            | France                    | EF Education First-Drapac  | 31 pts                    |
| 9e                        | Michael Woods             | Canada                    | EF Education First-Drapac  | 21 pts                    |
| 10e                       | Michał Kwiatkowski        | Pologne                   | Team Sky                   | 20 pts                    |

| Classement de la montagne | Classement de la montagne | Classement de la montagne | Classement de la montagne  | Classement de la montagne |
| Coureur                   | Coureur                   | Pays                      | Équipe                     | Points                    |
| ------------------------- | ------------------------- | ------------------------- | -------------------------- | ------------------------- |
| 1er                       | Thomas De Gendt           | Belgique                  | Lotto-Soudal               | 95 pts                    |
| 2e                        | Bauke Mollema             | Pays-Bas                  | Trek-Segafredo             | 83 pts                    |
| 3e                        | Luis Ángel Maté           | Espagne                   | Cofidis, Solutions Crédits | 64 pts                    |
| 4e                        | Benjamin King             | États-Unis                | Dimension Data             | 56 pts                    |
| 5e                        | Miguel Ángel López        | Colombie                  | Astana                     | 45 pts                    |
| 6e                        | Simon Yates               | Royaume-Uni               | Mitchelton-Scott           | 38 pts                    |
| 7e                        | Thibaut Pinot             | France                    | Groupama-FDJ               | 36 pts                    |
| 8e                        | Pierre Rolland            | France                    | EF Education First-Drapac  | 31 pts                    |
| 9e                        | Michael Woods             | Canada                    | EF Education First-Drapac  | 21 pts                    |
| 10e                       | Michał Kwiatkowski        | Pologne                   | Team Sky                   | 20 pts                    |

| Classement du combiné | Classement du combiné | Classement du combiné | Classement du combiné     | Classement du combiné |
| Coureur               | Coureur               | Pays                  | Équipe                    | Points                |
| --------------------- | --------------------- | --------------------- | ------------------------- | --------------------- |
| 1er                   | Simon Yates           | Royaume-Uni           | Mitchelton-Scott          | 11 pts                |
| 2e                    | Miguel Ángel López    | Colombie              | Astana                    | 13 pts                |
| 3e                    | Alejandro Valverde    | Espagne               | Movistar Team             | 18 pts                |
| 4e                    | Thibaut Pinot         | France                | Groupama-FDJ              | 19 pts                |
| 5e                    | Enric Mas             | Espagne               | Quick-Step Floors         | 24 pts                |
| 6e                    | Steven Kruijswijk     | Pays-Bas              | LottoNL-Jumbo             | 29 pts                |
| 7e                    | Benjamin King         | États-Unis            | Dimension Data            | 41 pts                |
| 8e                    | Rigoberto Urán        | Colombie              | EF Education First-Drapac | 45 pts                |
| 9e                    | Nairo Quintana        | Colombie              | Movistar Team             | 47 pts                |
| 10e                   | Rafał Majka           | Pologne               | Bora-Hansgrohe            | 47 pts                |

| Classement du combiné | Classement du combiné | Classement du combiné | Classement du combiné     | Classement du combiné |
| Coureur               | Coureur               | Pays                  | Équipe                    | Points                |
| --------------------- | --------------------- | --------------------- | ------------------------- | --------------------- |
| 1er                   | Simon Yates           | Royaume-Uni           | Mitchelton-Scott          | 11 pts                |
| 2e                    | Miguel Ángel López    | Colombie              | Astana                    | 13 pts                |
| 3e                    | Alejandro Valverde    | Espagne               | Movistar Team             | 18 pts                |
| 4e                    | Thibaut Pinot         | France                | Groupama-FDJ              | 19 pts                |
| 5e                    | Enric Mas             | Espagne               | Quick-Step Floors         | 24 pts                |
| 6e                    | Steven Kruijswijk     | Pays-Bas              | LottoNL-Jumbo             | 29 pts                |
| 7e                    | Benjamin King         | États-Unis            | Dimension Data            | 41 pts                |
| 8e                    | Rigoberto Urán        | Colombie              | EF Education First-Drapac | 45 pts                |
| 9e                    | Nairo Quintana        | Colombie              | Movistar Team             | 47 pts                |
| 10e                   | Rafał Majka           | Pologne               | Bora-Hansgrohe            | 47 pts                |

| Classement par équipes | Classement par équipes                   | Classement par équipes | Classement par équipes |
| Équipe                 | Équipe                                   | Pays                   | Temps                  |
| ---------------------- | ---------------------------------------- | ---------------------- | ---------------------- |
| 1re                    | Movistar Team                            | Espagne                | 246 h 50 min 04 s      |
| 2e                     | Bahrain-Merida                           | Bahreïn                | + 45 min 36 s          |
| 3e                     | Bora-Hansgrohe                           | Allemagne              | + 47 min 57 s          |
| 4e                     | AG2R La Mondiale                         | France                 | + 48 min 10 s          |
| 5e                     | EF Education First-Drapac p/b Cannondale | États-Unis             | + 58 min 49 s          |
| 6e                     | Mitchelton-Scott                         | Australie              | + 1 h 27 min 43 s      |
| 7e                     | Dimension Data                           | Afrique du Sud         | + 1 h 31 min 01 s      |
| 8e                     | Astana                                   | Kazakhstan             | + 1 h 37 min 13 s      |
| 9e                     | Sky                                      | Royaume-Uni            | + 1 h 47 min 43 s      |
| 10e                    | Euskadi Basque Country-Murias            | Espagne                | + 1 h 47 min 50 s      |

| Classement par équipes | Classement par équipes                   | Classement par équipes | Classement par équipes |
| Équipe                 | Équipe                                   | Pays                   | Temps                  |
| ---------------------- | ---------------------------------------- | ---------------------- | ---------------------- |
| 1re                    | Movistar Team                            | Espagne                | 246 h 50 min 04 s      |
| 2e                     | Bahrain-Merida                           | Bahreïn                | + 45 min 36 s          |
| 3e                     | Bora-Hansgrohe                           | Allemagne              | + 47 min 57 s          |
| 4e                     | AG2R La Mondiale                         | France                 | + 48 min 10 s          |
| 5e                     | EF Education First-Drapac p/b Cannondale | États-Unis             | + 58 min 49 s          |
| 6e                     | Mitchelton-Scott                         | Australie              | + 1 h 27 min 43 s      |
| 7e                     | Dimension Data                           | Afrique du Sud         | + 1 h 31 min 01 s      |
| 8e                     | Astana                                   | Kazakhstan             | + 1 h 37 min 13 s      |
| 9e                     | Sky                                      | Royaume-Uni            | + 1 h 47 min 43 s      |
| 10e                    | Euskadi Basque Country-Murias            | Espagne                | + 1 h 47 min 50 s      |

## Évolution des classements
| Étape              | Vainqueur            | Classement général | Classement par points | Classement de la montagne | Classement du combiné | Classement par équipes | Meilleur jeune     | Prix de la combativité |
| ------------------ | -------------------- | ------------------ | --------------------- | ------------------------- | --------------------- | ---------------------- | ------------------ | ---------------------- |
| 1                  | Rohan Dennis         | Rohan Dennis       | Rohan Dennis          | Non décerné               | Rohan Dennis          | BMC Racing             | Benjamin Thomas    | Non décerné            |
| 2                  | Alejandro Valverde   | Michał Kwiatkowski | Michał Kwiatkowski    | Luis Angel Maté           | Michał Kwiatkowski    | Sky                    | Laurens De Plus    | Luis Angel Maté        |
| 3                  | Elia Viviani         | Michał Kwiatkowski | Michał Kwiatkowski    | Luis Angel Maté           | Michał Kwiatkowski    | Sky                    | Laurens De Plus    | Jordi Simón            |
| 4                  | Benjamin King        | Michał Kwiatkowski | Michał Kwiatkowski    | Luis Angel Maté           | Michał Kwiatkowski    | Astana                 | Enric Mas          | Luis Angel Maté        |
| 5                  | Simon Clarke         | Rudy Molard        | Michał Kwiatkowski    | Luis Angel Maté           | Alejandro Valverde    | Astana                 | Enric Mas          | Bauke Mollema          |
| 6                  | Nacer Bouhanni       | Rudy Molard        | Michał Kwiatkowski    | Luis Angel Maté           | Michał Kwiatkowski    | Astana                 | Enric Mas          | Luis Angel Maté        |
| 7                  | Tony Gallopin        | Rudy Molard        | Alejandro Valverde    | Luis Angel Maté           | Alejandro Valverde    | Astana                 | Enric Mas          | Alex Aranburu          |
| 8                  | Alejandro Valverde   | Rudy Molard        | Alejandro Valverde    | Luis Angel Maté           | Alejandro Valverde    | Astana                 | Enric Mas          | Jorge Cubero           |
| 9                  | Benjamin King        | Simon Yates        | Alejandro Valverde    | Luis Angel Maté           | Alejandro Valverde    | Lotto NL-Jumbo         | Miguel Ángel López | Lluís Mas              |
| 10                 | Elia Viviani         | Simon Yates        | Peter Sagan           | Luis Angel Maté           | Alejandro Valverde    | Lotto NL-Jumbo         | Miguel Ángel López | Jesús Ezquerra         |
| 11                 | Alessandro De Marchi | Simon Yates        | Alejandro Valverde    | Luis Angel Maté           | Alejandro Valverde    | Lotto NL-Jumbo         | Miguel Ángel López | Bauke Mollema          |
| 12                 | Alexandre Geniez     | Jesús Herrada      | Alejandro Valverde    | Luis Angel Maté           | Alejandro Valverde    | Bahrain-Merida         | Miguel Ángel López | Thomas De Gendt        |
| 13                 | Óscar Rodríguez      | Jesús Herrada      | Alejandro Valverde    | Luis Angel Maté           | Alejandro Valverde    | Bahrain-Merida         | Miguel Ángel López | Gorka Izagirre         |
| 14                 | Simon Yates          | Simon Yates        | Alejandro Valverde    | Luis Angel Maté           | Alejandro Valverde    | Bahrain-Merida         | Miguel Ángel López | Michał Kwiatkowski     |
| 15                 | Thibaut Pinot        | Simon Yates        | Alejandro Valverde    | Luis Angel Maté           | Alejandro Valverde    | Bahrain-Merida         | Miguel Ángel López | Bauke Mollema          |
| 16                 | Rohan Dennis         | Simon Yates        | Alejandro Valverde    | Luis Angel Maté           | Alejandro Valverde    | Movistar               | Enric Mas          | Non décerné            |
| 17                 | Michael Woods        | Simon Yates        | Alejandro Valverde    | Thomas De Gendt           | Alejandro Valverde    | Movistar               | Enric Mas          | Omar Fraile            |
| 18                 | Jelle Wallays        | Simon Yates        | Alejandro Valverde    | Thomas De Gendt           | Alejandro Valverde    | Movistar               | Enric Mas          | Jetse Bol              |
| 19                 | Thibaut Pinot        | Simon Yates        | Alejandro Valverde    | Thomas De Gendt           | Simon Yates           | Movistar               | Enric Mas          | Jonathan Castroviejo   |
| 20                 | Enric Mas            | Simon Yates        | Alejandro Valverde    | Thomas De Gendt           | Simon Yates           | Movistar               | Enric Mas          | Jesús Herrada          |
| 21                 | Elia Viviani         | Simon Yates        | Alejandro Valverde    | Thomas De Gendt           | Simon Yates           | Movistar               | Enric Mas          | Non décerné            |
| Classements finals | Classements finals   | Simon Yates        | Alejandro Valverde    | Thomas De Gendt           | Simon Yates           | Movistar               | Enric Mas          | Bauke Mollema          |

## Classements UCI World Tour
Le barème des points du classement World Tour sur ce Tour d'Espagne est le suivant :
| Position                   | 1er | 2e  | 3e  | 4e  | 5e  | 6e  | 7e  | 8e  | 9e  | 10e | 11e | 12e | 13e | 14e | 15e | 16e | 17e | 18e | 19e | 20e | 21e à 25e | 26e à 30e | 31e à 40e | 41e à 50e | 51e à 55e | 56e à 60e |
| -------------------------- | --- | --- | --- | --- | --- | --- | --- | --- | --- | --- | --- | --- | --- | --- | --- | --- | --- | --- | --- | --- | --------- | --------- | --------- | --------- | --------- | --------- |
| Classement général         | 850 | 680 | 575 | 460 | 380 | 320 | 260 | 220 | 180 | 140 | 120 | 100 | 84  | 68  | 60  | 56  | 52  | 48  | 44  | 40  | 32        | 24        | 20        | 16        | 12        | 8         |
| Par étapes                 | 100 | 40  | 20  | 12  | 4   |     |     |     |     |     |     |     |     |     |     |     |     |     |     |     |           |           |           |           |           |           |
| Classements finals annexes | 100 | 40  | 20  |     |     |     |     |     |     |     |     |     |     |     |     |     |     |     |     |     |           |           |           |           |           |           |
| Leader par étapes          | 20  |     |     |     |     |     |     |     |     |     |     |     |     |     |     |     |     |     |     |     |           |           |           |           |           |           |

## Liste des participants
- Liste de départ complète

| Légende                          | Légende                                                                                                  | Légende                             | Légende                                                                                          |
| -------------------------------- | --- | ----------------------------------- | ------------------------------------------------------------------------------------------------ |
| Num                              | Dossard de départ porté par le coureur sur cette Vuelta                                                  | Pos.                                | Position finale au classement général                                                            |
| Leader du classement général     | Indique le vainqueur du classement général                                                               | Leader du classement de la montagne | Indique le vainqueur du classement de la montagne                                                |
| Leader du classement par points  | Indique le vainqueur du classement par points                                                            | Leader du classement du combiné     | Indique le vainqueur du classement du combiné                                                    |
| Leader du classement par équipes | Indique la meilleure équipe                                                                              |                                     | Indique un maillot de champion national ou mondial, suivi de sa spécialité                       |
| NP                               | Indique un coureur qui n'a pas pris le départ d'une étape, suivi du numéro de l'étape où il s'est retiré | AB                                  | Indique un coureur qui n'a pas terminé une étape, suivie du numéro de l'étape où il s'est retiré |
| HD                               | Indique un coureur qui a terminé une étape hors des délais, suivi du numéro de l'étape                   | EX                                  | Indique un coureur exclu pour non-respect du règlement                                           |

| Bahrain-Merida TBM                                     | Bahrain-Merida TBM           | Bahrain-Merida TBM |
| ------------------------------------------------------ | ---------------------------- | ------------------ |
| Num                                                    | Coureur                      | Pos                |
| 1                                                      | Vincenzo Nibali (ITA)        | 59e                |
| 2                                                      | Iván García (ESP)            | 99e                |
| 3                                                      | Gorka Izagirre (ESP) (Route) | 29e                |
| 4                                                      | Ion Izagirre (ESP)           | 9e                 |
| 5                                                      | Mark Padun (UKR)             | AB-17              |
| 6                                                      | Franco Pellizotti (ITA)      | 50e                |
| 7                                                      | Hermann Pernsteiner (AUT)    | NP-18              |
| 8                                                      | Luka Pibernik (SLO)          | 142e               |
| Directeurs sportifs : Gorazd Stangelj, Harald Morscher |                              |                    |

| AG2R La Mondiale ALM                                  | AG2R La Mondiale ALM   | AG2R La Mondiale ALM |
| ----------------------------------------------------- | ---------------------- | -------------------- |
| Num                                                   | Coureur                | Pos                  |
| 11                                                    | Hubert Dupont (FRA)    | 26e                  |
| 12                                                    | Mikaël Cherel (FRA)    | 97e                  |
| 13                                                    | Julien Duval (FRA)     | 157e                 |
| 14                                                    | Tony Gallopin (FRA)    | 11e                  |
| 15                                                    | Ben Gastauer (LUX)     | 36e                  |
| 16                                                    | Alexandre Geniez (FRA) | 90e                  |
| 17                                                    | Alexis Gougeard (FRA)  | AB-11                |
| 18                                                    | Nans Peters (FRA)      | 72e                  |
| Directeurs sportifs : Julien Jurdie, Stéphane Goubert |                        |                      |

| Astana AST                                           | Astana AST               | Astana AST |
| ---------------------------------------------------- | ------------------------ | ---------- |
| Num                                                  | Coureur                  | Pos        |
| 21                                                   | Miguel Ángel López (COL) | 3e         |
| 22                                                   | Peio Bilbao (ESP)        | 27e        |
| 23                                                   | Dario Cataldo (ITA)      | 64e        |
| 24                                                   | Omar Fraile (ESP)        | 63e        |
| 25                                                   | Jan Hirt (CZE)           | 74e        |
| 26                                                   | Nikita Stalnov (KAZ)     | 104e       |
| 27                                                   | Davide Villella (ITA)    | 48e        |
| 28                                                   | Andrey Zeits (KAZ)       | 52e        |
| Directeurs sportifs : Alexandr Shefer, Dmitri Sedoun |                          |            |

| BMC Racing BMC                                        | BMC Racing BMC             | BMC Racing BMC |
| ----------------------------------------------------- | -------------------------- | -------------- |
| Num                                                   | Coureur                    | Pos            |
| 31                                                    | Richie Porte (AUS)         | 84e            |
| 32                                                    | Brent Bookwalter (USA)     | 66e            |
| 33                                                    | Alessandro De Marchi (ITA) | 76e            |
| 34                                                    | Rohan Dennis (AUS) (Clm)   | NP-17          |
| 35                                                    | Nicolas Roche (IRL)        | 40e            |
| 36                                                    | Joey Rosskopf (USA) (Clm)  | 81e            |
| 37                                                    | Dylan Teuns (BEL)          | 33e            |
| 38                                                    | Francisco Ventoso (ESP)    | 111e           |
| Directeurs sportifs : Jackson Stewart, Klaas Lodewyck |                            |                |

| Bora-Hansgrohe BOH                                    | Bora-Hansgrohe BOH                | Bora-Hansgrohe BOH |
| ----------------------------------------------------- | --------------------------------- | ------------------ |
| Num                                                   | Coureur                           | Pos                |
| 41                                                    | Peter Sagan (SVK) (Route) (Route) | 119e               |
| 42                                                    | Emanuel Buchmann (GER)            | 12e                |
| 43                                                    | Marcus Burghardt (GER)            | 149e               |
| 44                                                    | Davide Formolo (ITA)              | 22e                |
| 45                                                    | Rafał Majka (POL)                 | 13e                |
| 46                                                    | Jay McCarthy (AUS)                | 91e                |
| 47                                                    | Lukas Pöstlberger (AUT) (Route)   | NP-19              |
| 48                                                    | Michael Schwarzmann (GER)         | 150e               |
| Directeurs sportifs : Steffen Radochla, André Schulze |                                   |                    |

| Groupama-FDJ GFC                                     | Groupama-FDJ GFC               | Groupama-FDJ GFC |
| ---------------------------------------------------- | ------------------------------ | ---------------- |
| Num                                                  | Coureur                        | Pos              |
| 51                                                   | Thibaut Pinot (FRA)            | 6e               |
| 52                                                   | Mickaël Delage (FRA)           | 112e             |
| 53                                                   | Antoine Duchesne (CAN) (Route) | 127e             |
| 54                                                   | Rudy Molard (FRA)              | 14e              |
| 55                                                   | Georg Preidler (AUT) (Clm)     | AB-11            |
| 56                                                   | Marc Sarreau (FRA)             | 131e             |
| 57                                                   | Benjamin Thomas (FRA)          | 121e             |
| 58                                                   | Léo Vincent (FRA)              | 77e              |
| Directeurs sportifs : Thierry Bricaud, Franck Pineau |                                |                  |

| Lotto-Soudal LTS                                | Lotto-Soudal LTS               | Lotto-Soudal LTS |
| ----------------------------------------------- | ------------------------------ | ---------------- |
| Num                                             | Coureur                        | Pos              |
| 61                                              | Tiesj Benoot (BEL)             | 95e              |
| 62                                              | Sander Armée (BEL)             | 73e              |
| 63                                              | Victor Campenaerts (BEL) (Clm) | 102e             |
| 64                                              | Thomas De Gendt (BEL)          | 67e              |
| 65                                              | Bjorg Lambrecht (BEL)          | AB-15            |
| 66                                              | Maxime Monfort (BEL)           | 42e              |
| 67                                              | Tosh Van der Sande (BEL)       | 114e             |
| 68                                              | Jelle Wallays (BEL)            | 143e             |
| Directeurs sportifs : Mario Aerts, Marc Wauters |                                |                  |

| Mitchelton-Scott MTS                                  | Mitchelton-Scott MTS              | Mitchelton-Scott MTS |
| ----------------------------------------------------- | --------------------------------- | -------------------- |
| Num                                                   | Coureur                           | Pos                  |
| 71                                                    | Simon Yates (GBR)                 | 1re                  |
| 72                                                    | Michael Albasini (SUI)            | 118e                 |
| 73                                                    | Alexander Edmondson (AUS) (Route) | 155e                 |
| 74                                                    | Jack Haig (AUS)                   | 19e                  |
| 75                                                    | Damien Howson (AUS)               | 70e                  |
| 76                                                    | Luka Mezgec (SLO)                 | 141e                 |
| 77                                                    | Matteo Trentin (ITA) (Route)      | 125e                 |
| 78                                                    | Adam Yates (GBR)                  | 45e                  |
| Directeurs sportifs : Matthew White, David McPartland |                                   |                      |

| Movistar MOV                                           | Movistar MOV             | Movistar MOV |
| ------------------------------------------------------ | ------------------------ | ------------ |
| Num                                                    | Coureur                  | Pos          |
| 81                                                     | Nairo Quintana (COL)     | 8e           |
| 82                                                     | Andrey Amador (CRC)      | 93e          |
| 83                                                     | Winner Anacona (COL)     | 69e          |
| 84                                                     | Daniele Bennati (ITA)    | 133e         |
| 85                                                     | Richard Carapaz (ECU)    | 18e          |
| 86                                                     | Imanol Erviti (ESP)      | 92e          |
| 87                                                     | Nélson Oliveira (POR)    | 71e          |
| 88                                                     | Alejandro Valverde (ESP) | 5e           |
| Directeurs sportifs : José Luis Arrieta, Pablo Lastras |                          |              |

| Quick-Step Floors QST                                 | Quick-Step Floors QST        | Quick-Step Floors QST |
| ----------------------------------------------------- | ---------------------------- | --------------------- |
| Num                                                   | Coureur                      | Pos                   |
| 91                                                    | Elia Viviani (ITA) (Route)   | 145e                  |
| 92                                                    | Kasper Asgreen (DEN)         | 134e                  |
| 93                                                    | Laurens De Plus (BEL)        | AB-19                 |
| 94                                                    | Dries Devenyns (BEL)         | 94e                   |
| 95                                                    | Enric Mas (ESP)              | 2e                    |
| 96                                                    | Michael Mørkøv (DEN) (Route) | 148e                  |
| 97                                                    | Fabio Sabatini (ITA)         | 152e                  |
| 98                                                    | Pieter Serry (BEL)           | 88e                   |
| Directeurs sportifs : Rik Van Slycke, Geert Van Bondt |                              |                       |

| Dimension Data DDD                                     | Dimension Data DDD           | Dimension Data DDD |
| ------------------------------------------------------ | ---------------------------- | ------------------ |
| Num                                                    | Coureur                      | Pos                |
| 101                                                    | Louis Meintjes (RSA)         | 58e                |
| 102                                                    | Igor Antón (ESP)             | 44e                |
| 103                                                    | Steve Cummings (GBR)         | 124e               |
| 104                                                    | Amanuel Gebrezgabihier (ERI) | 37e                |
| 105                                                    | Ryan Gibbons (RSA)           | 82e                |
| 106                                                    | Benjamin King (USA)          | 24e                |
| 107                                                    | Merhawi Kudus (ERI) (Route)  | 31e                |
| 108                                                    | Johann van Zyl (RSA)         | 122e               |
| Directeurs sportifs : Alex Sans Vega, Bingen Fernandez |                              |                    |

| EF Education First-Drapac EFD                            | EF Education First-Drapac EFD | EF Education First-Drapac EFD |
| -------------------------------------------------------- | ----------------------------- | ----------------------------- |
| Num                                                      | Coureur                       | Pos                           |
| 111                                                      | Rigoberto Urán (COL)          | 7e                            |
| 112                                                      | Simon Clarke (AUS)            | 46e                           |
| 113                                                      | Mitchell Docker (AUS)         | 151e                          |
| 114                                                      | Sebastian Langeveld (NED)     | 128e                          |
| 115                                                      | Daniel Moreno (ESP)           | 38e                           |
| 116                                                      | Pierre Rolland (FRA)          | 56e                           |
| 117                                                      | Tom Van Asbroeck (BEL)        | 87e                           |
| 118                                                      | Michael Woods (CAN)           | 34e                           |
| Directeurs sportifs : Juan Manuel Garate, Fabrizio Guidi |                               |                               |

| Katusha-Alpecin TKA                                      | Katusha-Alpecin TKA      | Katusha-Alpecin TKA |
| -------------------------------------------------------- | ------------------------ | ------------------- |
| Num                                                      | Coureur                  | Pos                 |
| 121                                                      | Ilnur Zakarin (RUS)      | 20e                 |
| 122                                                      | Ian Boswell (USA)        | 126e                |
| 123                                                      | José Gonçalves (POR)     | AB-13               |
| 124                                                      | Reto Hollenstein (SUI)   | 55e                 |
| 125                                                      | Pavel Kochetkov (RUS)    | 53e                 |
| 126                                                      | Maurits Lammertink (NED) | NP-8                |
| 127                                                      | Tiago Machado (POR)      | 79e                 |
| 128                                                      | Jhonatan Restrepo (COL)  | 105e                |
| Directeurs sportifs : Dimitri Konyshev, Xavier Florencio |                          |                     |

| Lotto NL-Jumbo TLJ                                  | Lotto NL-Jumbo TLJ      | Lotto NL-Jumbo TLJ |
| --------------------------------------------------- | ----------------------- | ------------------ |
| Num                                                 | Coureur                 | Pos                |
| 131                                                 | Steven Kruijswijk (NED) | 4e                 |
| 132                                                 | George Bennett (NZL)    | 35e                |
| 133                                                 | Lars Boom (NED)         | 153e               |
| 134                                                 | Floris De Tier (BEL)    | 41e                |
| 135                                                 | Sepp Kuss (USA)         | 65e                |
| 136                                                 | Tom Leezer (NED)        | 139e               |
| 137                                                 | Bert-Jan Lindeman (NED) | 136e               |
| 138                                                 | Danny van Poppel (NED)  | 132e               |
| Directeurs sportifs : Grischa Niermann, Addy Engels |                         |                    |

| Sky SKY                                            | Sky SKY                          | Sky SKY |
| -------------------------------------------------- | -------------------------------- | ------- |
| Num                                                | Coureur                          | Pos     |
| 141                                                | David de la Cruz (ESP)           | 15e     |
| 142                                                | Jonathan Castroviejo (ESP) (Clm) | 100e    |
| 143                                                | Tao Geoghegan Hart (GBR)         | 62e     |
| 144                                                | Sergio Henao (COL) (Route)       | 28e     |
| 145                                                | Michał Kwiatkowski (POL) (Route) | 43e     |
| 146                                                | Salvatore Puccio (ITA)           | 96e     |
| 147                                                | Pavel Sivakov (RUS)              | AB-14   |
| 148                                                | Dylan van Baarle (NED) (Clm)     | NP-14   |
| Directeurs sportifs : Gabriel Rasch, Xabier Zandio |                                  |         |

| Sunweb SUN                                      | Sunweb SUN                | Sunweb SUN |
| ----------------------------------------------- | ------------------------- | ---------- |
| Num                                             | Coureur                   | Pos        |
| 151                                             | Wilco Kelderman (NED)     | 10e        |
| 152                                             | Johannes Fröhlinger (GER) | 115e       |
| 153                                             | Simon Geschke (GER)       | NP-18      |
| 154                                             | Jai Hindley (AUS)         | 32e        |
| 155                                             | Michael Storer (AUS)      | 117e       |
| 156                                             | Mike Teunissen (NED)      | 109e       |
| 157                                             | Martijn Tusveld (NED)     | 80e        |
| 158                                             | Max Walscheid (GER)       | 156e       |
| Directeurs sportifs : Aike Visbeek, Tom Veelers |                           |            |

| Trek-Segafredo TFS                                  | Trek-Segafredo TFS       | Trek-Segafredo TFS |
| --------------------------------------------------- | ------------------------ | ------------------ |
| Num                                                 | Coureur                  | Pos                |
| 161                                                 | Bauke Mollema (NED)      | 30e                |
| 162                                                 | Gianluca Brambilla (ITA) | 16e                |
| 163                                                 | Matthias Brändle (AUT)   | 158e               |
| 164                                                 | Nicola Conci (ITA)       | AB-16              |
| 165                                                 | Fabio Felline (ITA)      | 61e                |
| 166                                                 | Markel Irizar (ESP)      | 130e               |
| 167                                                 | Giacomo Nizzolo (ITA)    | 140e               |
| 168                                                 | Kiel Reijnen (USA)       | 135e               |
| Directeurs sportifs : Dirk Demol, Yaroslav Popovych |                          |                    |

| UAE Emirates UAD                                     | UAE Emirates UAD                   | UAE Emirates UAD |
| ---------------------------------------------------- | ---------------------------------- | ---------------- |
| Num                                                  | Coureur                            | Pos              |
| 171                                                  | Fabio Aru (ITA)                    | 23e              |
| 172                                                  | Sven Erik Bystrøm (NOR)            | 113e             |
| 173                                                  | Simone Consonni (ITA)              | 147e             |
| 174                                                  | Valerio Conti (ITA)                | 60e              |
| 175                                                  | Vegard Stake Laengen (NOR) (Route) | 107e             |
| 176                                                  | Daniel Martin (IRL)                | NP-10            |
| 177                                                  | Simone Petilli (ITA)               | AB-10            |
| 178                                                  | Edward Ravasi (ITA)                | 39e              |
| Directeurs sportifs : Philippe Mauduit, Bruno Vicino |                                    |                  |

| Burgos-BH BBH                     | Burgos-BH BBH               | Burgos-BH BBH |
| --------------------------------- | --------------------------- | ------------- |
| Num                               | Coureur                     | Pos           |
| 181                               | José Mendes (POR)           | 83e           |
| 182                               | Jetse Bol (NED)             | 101e          |
| 183                               | Óscar Cabedo (ESP)          | 86e           |
| 184                               | Jorge Cubero (ESP)          | 89e           |
| 185                               | Jesús Ezquerra (ESP)        | 98e           |
| 186                               | Jordi Simón (ESP)           | AB-17         |
| 187                               | Diego Rubio Hernández (ESP) | 138e          |
| 188                               | Pablo Torres (ESP)          | 129e          |
| Directeurs sportifs : José Cabedo |                             |               |

| Caja Rural-Seguros RGA CJR                                      | Caja Rural-Seguros RGA CJR | Caja Rural-Seguros RGA CJR |
| --------------------------------------------------------------- | -------------------------- | -------------------------- |
| Num                                                             | Coureur                    | Pos                        |
| 191                                                             | Sergio Pardilla (ESP)      | 49e                        |
| 192                                                             | Alex Aranburu (ESP)        | 108e                       |
| 193                                                             | Jonathan Lastra (ESP)      | 123e                       |
| 194                                                             | Lluís Mas (ESP)            | 47e                        |
| 195                                                             | Antonio Molina (ESP)       | 120e                       |
| 196                                                             | Cristian Rodríguez (ESP)   | 25e                        |
| 197                                                             | Nick Schultz (AUS)         | 75e                        |
| 198                                                             | Nelson Soto (COL)          | 154e                       |
| Directeurs sportifs : Eugenio Goikoetxea, José Miguel Fernandez |                            |                            |

| Cofidis COF                                                  | Cofidis COF              | Cofidis COF |
| ------------------------------------------------------------ | ------------------------ | ----------- |
| Num                                                          | Coureur                  | Pos         |
| 201                                                          | Nacer Bouhanni (FRA)     | AB-11       |
| 202                                                          | Loïc Chetout (FRA)       | 144e        |
| 203                                                          | Jesús Herrada (ESP)      | 21e         |
| 204                                                          | José Herrada (ESP)       | 57e         |
| 205                                                          | Mathias Le Turnier (FRA) | 110e        |
| 206                                                          | Luis Ángel Maté (ESP)    | 106e        |
| 207                                                          | Stéphane Rossetto (FRA)  | 54e         |
| 208                                                          | Kenneth Vanbilsen (BEL)  | 137e        |
| Directeurs sportifs : Jean-Luc Jonrond, Christian Guiberteau |                          |             |

| Euskadi Basque Country-Murias EUS                    | Euskadi Basque Country-Murias EUS | Euskadi Basque Country-Murias EUS |
| ---------------------------------------------------- | --------------------------------- | --------------------------------- |
| Num                                                  | Coureur                           | Pos                               |
| 211                                                  | Eduard Prades (ESP)               | 68e                               |
| 212                                                  | Jon Aberasturi (ESP)              | 146e                              |
| 213                                                  | Aritz Bagües (ESP)                | 78e                               |
| 214                                                  | Mikel Bizkarra (ESP)              | 17e                               |
| 215                                                  | Garikoitz Bravo (ESP)             | 116e                              |
| 216                                                  | Mikel Iturria (ESP)               | 103e                              |
| 217                                                  | Óscar Rodríguez (ESP)             | 51e                               |
| 218                                                  | Héctor Sáez (ESP)                 | 85e                               |
| Directeurs sportifs : Xabier Muriel, David Echavarri |                                   |                                   |